# Люсі Пен
Пен Лей (кит.: 彭蕾, нар. 1972/73), також відома як Люсі Пен (Пенг) — китайська підприємиця, мільярдерка. Співзасновниця компанії електронної комерції Alibaba Group. Станом на березень 2017 року Пен була однією з 21 селфмейд жінок-мільярдерок у Китаї.

## Кар'єра
У 1994 році Пен здобула ступінь ділового з адміністрування в торговому інституті Ханчжоу, який згодом був перейменований на Університет Чжецзян Гуншан. Після його закінчення вона викладала в Чжецзянському університеті фінансів та економіки протягом п'яти років. Пен полишила викладання незабаром після одруження й разом із чоловіком (який пізніше керуватиме Taobao) приєдналася до Джека Ма у заснуванні Alibaba у вересні 1999 р. Вони були однією з багатьох команд-подруж, що становили 1/3 співвідношення жінок серед партнерів-засновників Alibaba, за що згодом компанію позитивно оцінено.
Її ранні обов'язки в компанії включали управління відділом кадрів Alibaba, який вона сама створила. Протягом цього періоду одним з її помітних досягнень є розробка моделі «мама і тато» в Alibaba, в якій одна «мама» зосереджувалась на колективній роботі та мотивації, а один «тато» займався оцінкою продуктивності.
З січня 2010 року по лютий 2013 року Пен була генеральною директором Alipay. Alipay стала найуспішнішим платіжним шлюзом у Китаї під її керівництвом, станом на 2014 рік — понад 800 мільйонів користувачів. На кінець 2014 року цей бізнес оцінювався приблизно в 60 мільярдів доларів.
У березні 2013 року Пен обійняла посаду генеральної директора Alibaba Small and Micro Financial Services. Там вона досягла значного прогресу в пошуку інновацій у системі мобільних платежів.
У 2013 році ім'я Пен часто перемивалося китайською пресою як кандидатки на посаду наступного генерального директора Alibaba. Однак врешті роботу отримав інший керівник.
У 2014 році Пен заснувала Ant Financial Services Group. У вересні 2015 року Alibaba та Ant Financial спільно придбали частку в 40 % акцій індійського оператора мобільного гаманця Paytm, поставивши Пен як членкиню його ради директорів.
Вона також займала посаду керівниці відділу кадрів Alibaba Group протягом 10 років. На цій посаді вона курирувала приблизно 35 000 співробітників під керівництвом Alibaba.
Пен стала мільярдеркою у 2014 році на основі оцінки Alibaba до її IPO. Після призупинення цього IPO і відмови Джека Ма від публічного виступу, Пен несподівано замінила його на деяких ролях, включаючи суддівство фіналу конкурсу «Герої бізнесу в Африці» в листопаді 2019 року.

## Особисте життя
Через три роки після того, як вона почала викладати, Пен одружилася з Сунь Тоню. Згодом вона розлучилася з ним на короткий час, але потім взяла шлюб повторно.
Портер Ерісман у своєму документальному фільмі «Крокодил в Янцзи» про ранні роки Алібаби 2012 року описав Пен як «смішну і приземлену» лідерку.

## Досягнення
Станом на 2016 рік Пен була включена до списку 35 наймогутніших жінок у світі за версією Forbes, № 35 у їхньому списку Power Women на 2016 рік та № 17 у їх списку Asia Power Women на 2016 рік.
У 2015 році вона стала третьою найбагатшою жінкою в технологічному секторі за версією Wealth-X та серед найвпливовіших жінок в Азії під № 11 за версією Fortune.